# Down the Road (album de Manassas)
Pour les articles homonymes, voir Down the Road.
Albums par Stephen Stills
Manassas
(1972) Stills
(1975)
Albums par Manassas
Manassas
(1972) Pieces
(2009)
Down the Road est le nom du second album du groupe Manassas fondé par Stephen Stills.

## Liste des morceaux
Toutes les morceaux sont écrites et composés entièrement par Stephen Stills, sauf indication contraire.

### Face A
1. "Isn't It About Time?" – 3:02
2. "Lies" (Chris Hillman) – 2:55
3. "Pensamiento" (Stills, Nelson Escoto) – 2:36
4. "So Many Times" (Hillman, Stills) – 3:30
5. "Business on the Street" – 2:55

### Face B
1. "Do You Remember The Americans" – 2:05
2. "Down The Road" – 3:16
3. "City Junkies" – 2:50
4. "Guaguancó de Veró" (Stills, Joe Lala) – 2:51
5. "Rollin' My Stone" (Stills, Calvin Samuel) – 4:50

## Musiciens
- Stephen Stills - guitare, basse, piano, chant
- Chris Hillman - guitare, basse, mandoline, chant
- Al Perkins - guitare, banjo
- Joe Walsh - guitare slide
- Charlie Grimes - guitares acoustique et électrique
- Calvin "Fuzzy" Samuel - basse, chœurs
- Paul Harris - piano
- Jerry Aiello - orgue
- Bobby Whitlock - claviers
- Sydney George - flûte
- Dallas Taylor - batterie
- Joe Lala - percussion, chœurs
- Guille Garcia - percussion
- Lachy Espinol - percussion
- P.P. Arnold - chœurs